# Хосе Луїс Даміані
Хосе Луїс Даміані (ісп. José Luis Damiani; нар. 21 листопада 1956) — колишній уругвайський тенісист.
Найвищу одиночну позицію світового рейтингу — 32 місце досяг 10 серпня 1981, парну — 44 місце — 23 квітня 1982 року.
Здобув 2 парні титули.
Найвищим досягненням на турнірах Великого шолома було 2 коло в одиночному розряді.

## Фінали за кар'єру

### Парний розряд (2–1)
| Результат | W-L | Дата     | Турнір           | Покриття | Партнер        | Суперники                       | Рахунок       |
| --------- | --- | -------- | ---------------- | -------- | -------------- | ------------------------------- | ------------- |
| Перемога  | 1–0 | Вер 1981 | Палермо, Італія  | Ґрунт    | Дієго Перес    | Хайме Фійоль Белус Прахокс      | 6–1, 6–4      |
| Поразка   | 1–1 | Вер 1982 | Палермо, Італія  | Ґрунт    | Дієго Перес    | Джанні Маркетті Енцо Ваттуоне   | 4–6, 7–6, 3–6 |
| Перемога  | 2–1 | Жов 1982 | Кельн, Німеччина | Тверде   | Карлус Кірмайр | Ганс-Дітер Бойтель Хрістоф Ціпф | 6–2, 3–6, 7–5 |